# Jim Robinson

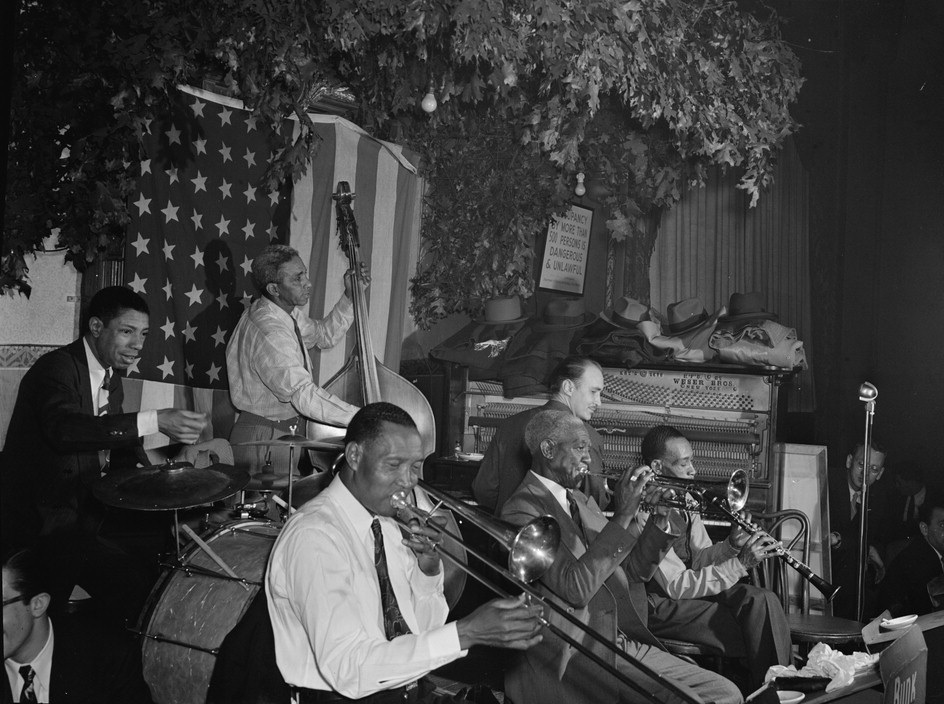
(Von links:) Kaiser Marshall (Schlagzeug), Alcide Pavageau (Bass), Jim Robinson (Posaune), Bunk Johnson (Trompete), Don Ewell (Piano) und George Lewis (Klarinette) im Stuyvesant Casino, New York, ca. Juni 1946.
Fotografie von William P. Gottlieb.

Jim Robinson, auch Big Jim Robinson (* 25. Dezember 1892 in Deer Range, Plaquemines Parish, Louisiana  als Nathan Robinson; † 4. Mai 1976 in New Orleans), war ein  US-amerikanischer New-Orleans-Jazz-Posaunist.
Jim Robinson war ein Veteran des New Orleans Jazz, der bekannt für seinen tiefen, robusten „Tailgate“-Stil war. Robinson kam als Jugendlicher nach New Orleans und begann als Zwanzigjähriger professionell zu spielen. In den 1920er Jahren wirkte er an Plattenaufnahmen der Sam Morgan Jazz Band mit und wurde Mitglied der frühen New Orleans Jazzbands von Bunk Johnson und George Lewis. In seinen späteren Jahren leitete er seine eigene Band und trat regelmäßig in der Preservation Hall auf.
Big Jim Robinsons populärster Titel war v, den er 1940 für American Music Records einspielte.